# Dictyopharidae
Dictyopharidae Spinola, 1839, è una Famiglia comprendente insetti dell'Ordine dei Rincoti Omotteri, Superfamiglia dei Fulgoroidei.

## Descrizione
I Dictyopharidae sono insetti di piccole dimensioni. Il capo presenta la regione fronto-clipeale spesso pronunciata in avanti con un vistoso prolungamento, percorsa da 2 o 3 carene longitudinali e provvisto di due ocelli disposti sotto gli occhi e lateralmente rispetto alle carene laterali. Le antenne hanno flagello filiforme e non segmentato e i due articoli prossimali ingrossati. Il rostro ha il segmento terminale più lungo che largo.
Le ali anteriori hanno le nervature del clavo prive di granulazioni e terminanti sul margine posteriore, prima dell'apice del clavo; quelle posteriori hanno la regione anale priva di nervature trasversali. In alcune specie possono mancare le tegule, la cui presenza è invece ricorrente nella generalità dei Fulgoroidei.
Le zampe presentano, come in tutti i Fulgoroidei, le coxe allungate. Quelle posteriori hanno il secondo tarsomero poco sviluppato e terminante con una corona apicale di denti.

## Biologia
I Dictyopharidae sono in generale associati alla vegetazione erbacea e si rinvengono prevalentemente fra l'erba. A differenza di altri Fulgoroidei sono di scarsa importanza economica in quanto poco dannosi.

## Sistematica
La famiglia comprende circa 670 specie ripartite in 148 generi. Secondo altre fonti, comprenderebbe circa 490 specie ripartite fra 119 generi.
La classificazione tradizionale suddivide la famiglia in due sottofamiglie, a loro volta suddivise in tribù:
- Dictyopharinae, comprendente le tribù Cladodipterini e Dictyopharini.
- Orgeriinae, comprendente le tribù Lyncidini e Orgeriini.

## Distribuzione
La famiglia è distribuita in tutte le regioni zoogeografiche della Terra. La maggior parte delle specie è cosmopolita oppure concentrata nelle regioni paleartica e neartica.
In Italia sono presenti 10 specie appartenenti a 4 differenti generi:
- Dictyophara
- Ranissus
- Bursinia
- Iphicara

Fra le specie italiane, sono endemiche Bursinia sicula, in Sicilia, e Iphicara globiceps, in Sardegna. Molto comune è invece la Dictyophara europaea, detta "cicaletta nasuta" per il notevole prolungamento della regione fronto-clipeale. Questo insetto, ritenuto non dannoso, si rinviene frequentemente sulle Apiacee.